# Apainelamento

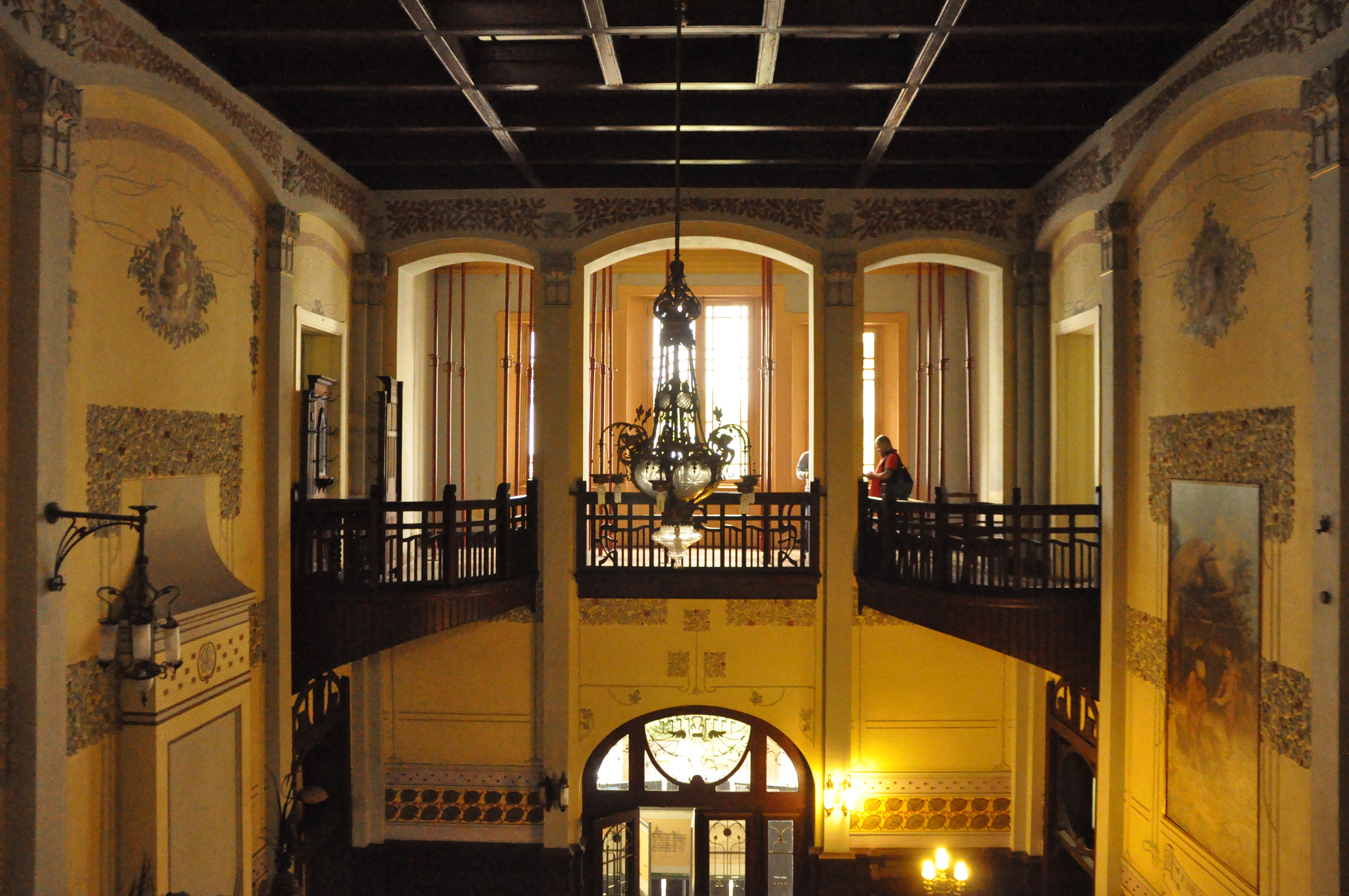
Salão Principal da Vila Penteado, edifício Art Noveau construída no bairro paulistano de Higienópolis em 1902.

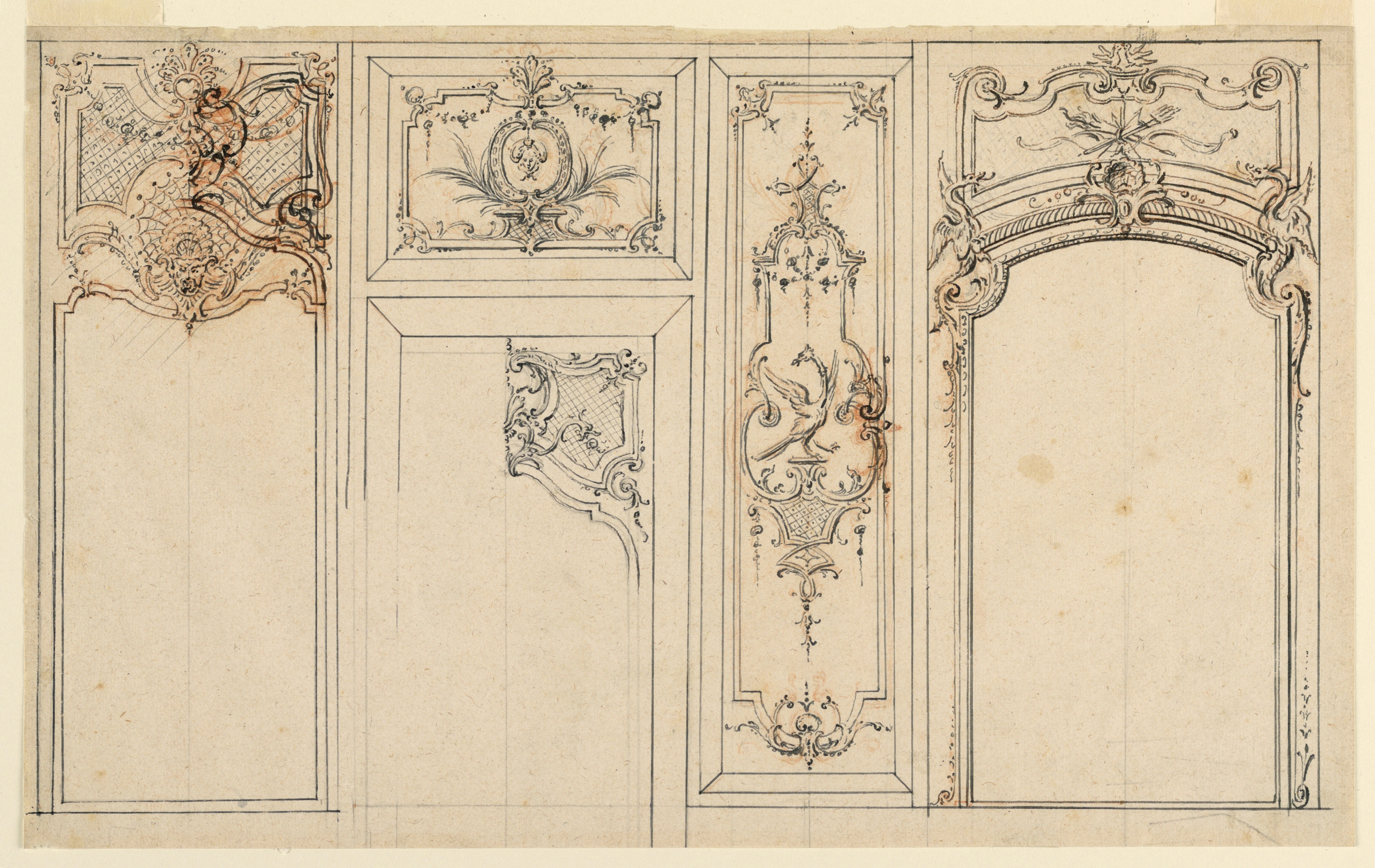
Projeto em elevação de um apainelamento em madeira. Circa 1720.

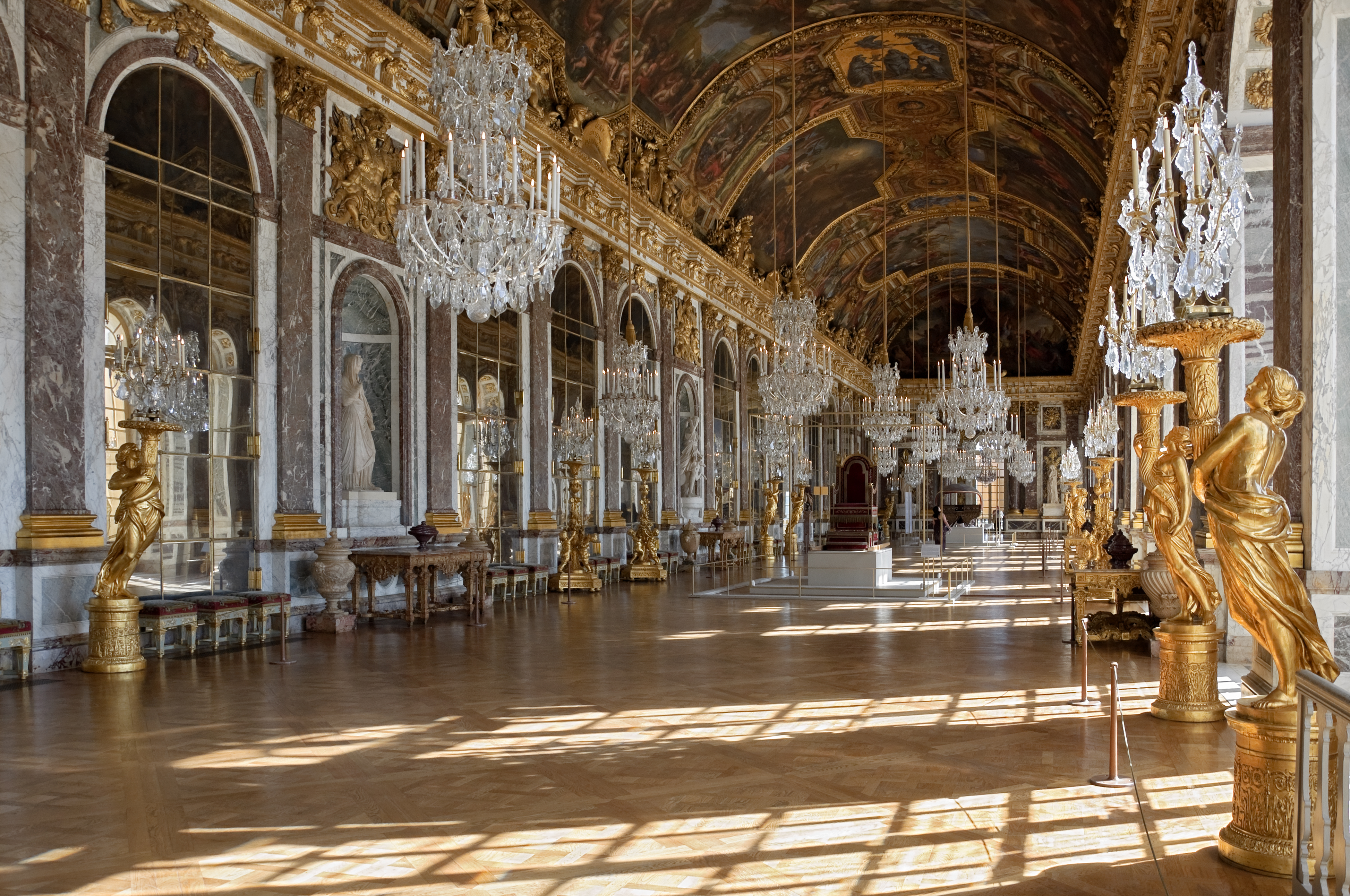
Galerie des Glaces, Palácio de Versailles, França, 1623. Profuso uso de boiseries.

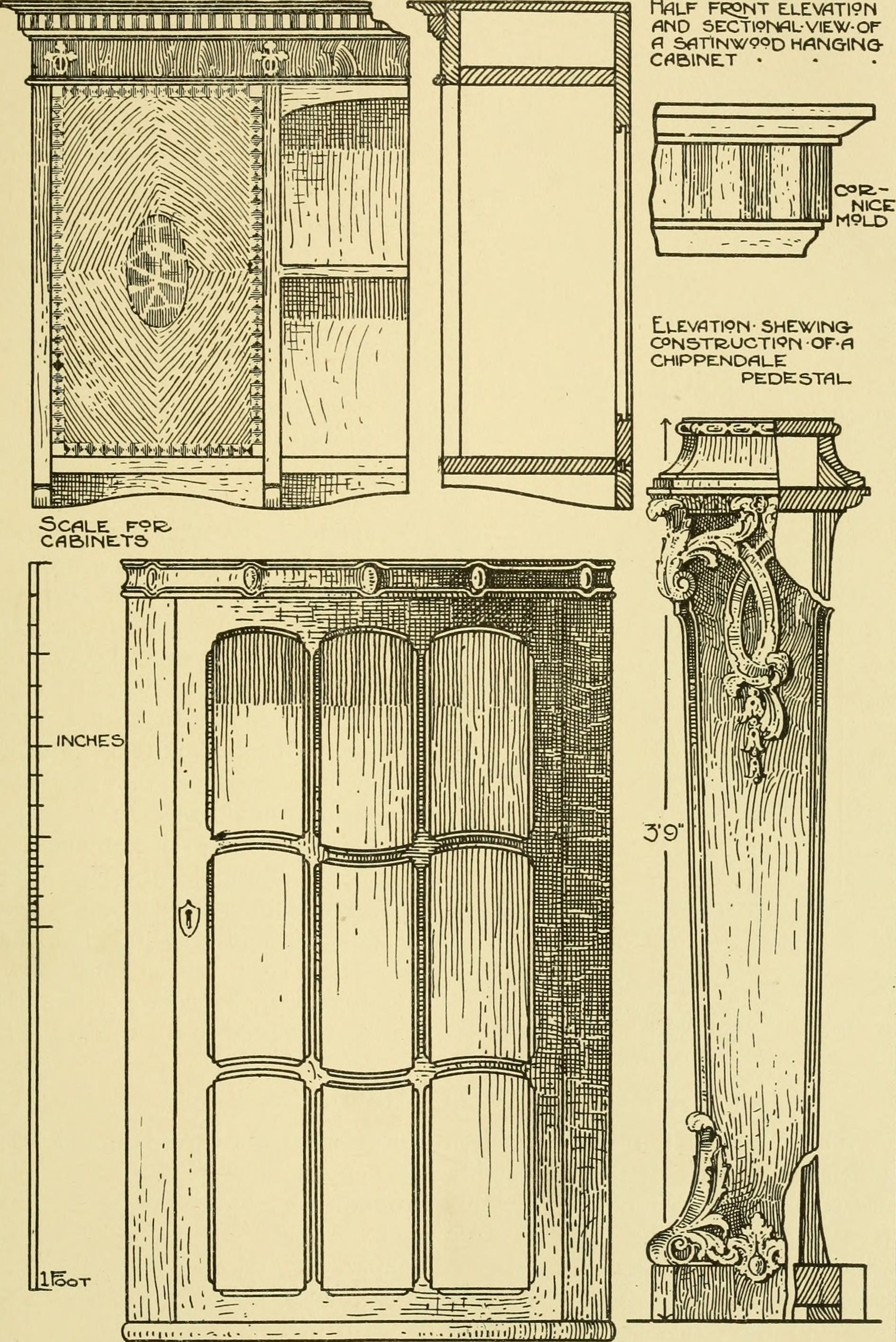
Cabine de madeira. Apainelamento em painel, porta e mobiliário.

O apainelamento é um ornamento tradicionalmente aplicado sobre painel de gesso, madeira ou plástico, podendo também ser usado em caixilhos, mobiliário, rodapé e forro. Apesar de possuir função decorativa, seu uso também pode ser associado a questões de conforto ambiental, já que as construções da antiguidade e idade média eram muitas vezes feitas em pedra. De origem greco-romana, teve uso corrente pela Europa e alguns países da África e Oriente Médio, tendo sido muito popular no século XVII e XVIII na França.
Tradicionalmente suas partes constitutivas são: banda superior; painel e parteluz (cerco, panel, mainel; livre tradução) e pode ser executado através de ranhuras, ripas, placas e molduras. Em português costuma-se referir a esses elementos como boiserie (amadeiramento ou carpintaria, em francês) ou lambri. Um tipo específico de painel chama-se sóculo, e encontra-se na parte inferior da parede, logo acima do piso, possuindo modulação própria ou de acordo com o painel da parede.
Originalmente inspirado em motivos clássicos, como florais e fauna, além de arabescos, também podemos encontrá-los em formas mais geométricas, como nos lambris verticais. Largamente produzidas sobre painéis de madeira, atualmente sua aplicação costuma ser simplificada, tanto no método de instalação quanto nas formas e materiais (que incluem cimento, plástico, gesso e poliuretano). Hoje costuma ser aplicado sobre revestimento (não mais como revestimento) e já podem ser compradas prontas, inclusive como papéis de parede, barateando sobremaneira seu acesso.

## Boiserie

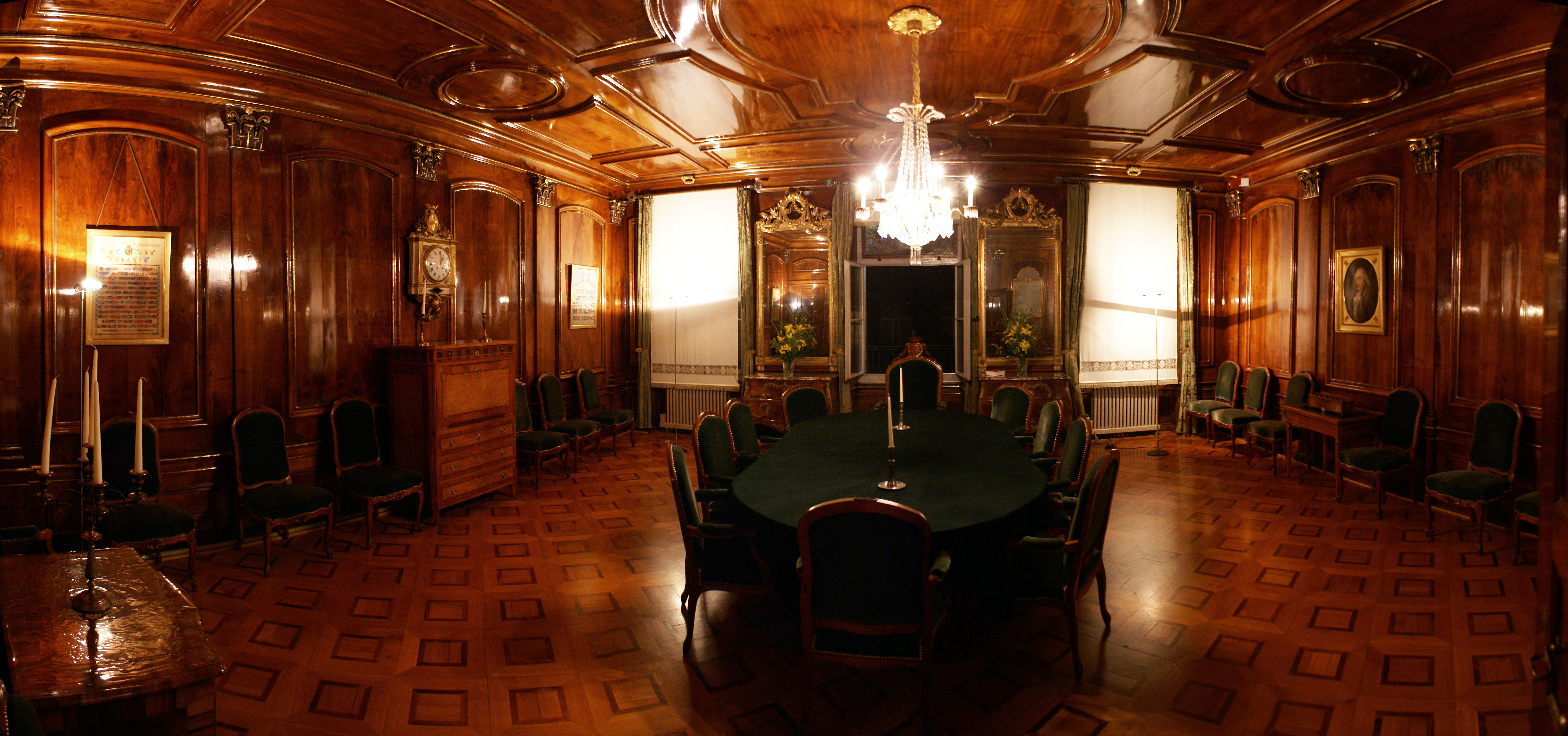
Boiseries elaborados no guild hall do Zunfthaus zu Kaufleuten, Kramgasse 29, Berna.

Boiserie (usado mais no plural boiseries), é o termo francês usado para definir painéis de madeira ornamentados e entalhados. Boiseries se tornaram populares na última parte do século XVIII no design de interiores francês, tornando-se uma característica dos elegantes interiores franceses ao longo do século XIX. Na maioria das vezes, esses painéis eram pintados em dois tons de uma cor escolhida ou em cores contrastantes, com douramento reservado para as salas de recepção principais.
O Palácio de Versalhes contém muitos exemplos finos de boiseries pintadas de branco com molduras douradas instaladas nos reinados de Luís XV e Luís XVI. Os painéis não se limitavam apenas às paredes de uma sala, mas também eram usados para decorar portas, molduras, armários e prateleiras. Era padrão que os espelhos fossem instalados e emoldurados pelas boiseries entalhadas, especialmente acima da lareira. Pinturas eram feitas em boiseries, acima de portas ou colocadas em painéis centrais.